# Jerycho-1
Jerycho-1 – izraelski taktyczny pocisk balistyczny krótkiego zasięgu (SRBM), uzbrojony w głowicę konwencjonalną albo jądrową o mocy 20 kT. Wkrótce po rozmieszczeniu tego pocisku około 1970 roku w Izraelu, przystąpiono do prac nad jego ulepszoną wersją Jerycho-2, której dyslokację rozpoczęto około 1986.

## Historia
We wrześniu 1962 izraelski rząd złożył w dwóch koncernach zamówienie na budowę pocisku rakietowego. Były to francuskie koncerny Sud Aviation i Dassault Aviation. Zamówienie przewidywało, że rakieta musi mieć zdolność przeniesienia głowicy bojowej o ciężarze 750 kg na odległość 235-500 km. Rakieta powinna zachowywać zdolność bojową bez względu na warunki atmosferyczne, posiadać mobilną platformę transportową i osiągać gotowość do wystrzelenia pocisku w ciągu 2 godzin.
Ostatecznie konkurs wygrał Dassault Aviation. Umową podpisano 26 kwietnia 1963. Dassault zobowiązał się dostarczyć 25 doświadczalnych pocisków rakietowych MD 620 (5 mobilnych wyrzutni z dwustopniowymi rakietami) i wyposażenie kontrolujące. Po przeprowadzeniu testów, produkcja seryjna pocisków miała być uruchomiona w Izraelu.
Podwykonawcami Dassault Aviation byli: przy produkcji silników Nord Aviation, Sepracor i Service des Poudres, a system naprowadzania firma Sagem. Produkcję pocisków rakietowych uruchomiono w maju 1964 w miejscowości Martignas-sur-Jalle we Francji. Trwała ona do stycznia 1969.
Pierwszy test rakiety jednoczłonowej przeprowadzono 1 lutego 1965 przy francuskiej wyspie Lewant na Morzu Śródziemnym. Pierwszy test rakiety dwuczłonowej przeprowadzono 23 grudnia 1965. We wrześniu 1968 przeprowadzono serię testów, z których 10 zakończyło się sukcesem, 3 częściowym sukcesem i 3 niepowodzeniem.
Dalsze testy zostały przerwane przez wprowadzenie przez Francję embarga na dostawy broni do Izraela. Była to odpowiedź na izraelski atak komandosów na port lotniczy Bejrut w Libanie (29 grudnia 1968). Program rakiety MD 620 przerwano w styczniu 1969, gdy pozostało do przeprowadzenia jeszcze jedynie siedem testów. Dassault wystrzelił pozostałe pociski rakietowe i 2 maja 1969 podpisał porozumienie z izraelskim rządem o niedopuszczeniu do kontynuowania badań i testów nad rozwojem rakiety MD 620. Pomimo to Izrael kontynuował prace badawcze w Israel Aerospace Industries. Ocenia się, że około 100 pocisków rakietowych Jerycho-1 rozlokowano w podziemnych bunkrach w Izraelu.
W 1977 rozpoczęto nowy program związany z budową pocisku rakietowego Jerycho-2.

## Opis
Pocisk rakietowy Jerycho-1 przenosił głowice konwencjonalne, chemiczne albo jądrowe o mocy 20 kT, na odległość do 720 km. Był to pocisk dwustopniowy z silnikami NA-804 i NA-805, zbudowanymi na podstawie silnika NA-803 z rakiety VE 111 Topaze.
Pierwszy człon rakiety był identyczny jak w rakiecie Topaze-1, i był sterowany przez cztery obracane dysze silników. Drugi człon posiadał tylko jedną dyszę i był sterowany przez cztery aerodynamiczne stery kierunkowe.